# Buteo ridgwayi
El busardo de La Española (Buteo ridgwayi), también llamado gavilán dominicano o guaraguaito, es una especie de ave accipitriforme de la familia Accipitridae endémica de la isla de La Española, y algunas otras islas menores adyacentes. Es una de las rapaces americanas más amenazada de extinción, pues únicamente quedan entre 80 y 120 parejas. 
No se conocen subespecies.